# Eupelmophotismus pulcher
Eupelmophotismus pulcher är en stekelart som först beskrevs av Girault 1925.  Eupelmophotismus pulcher ingår i släktet Eupelmophotismus och familjen puppglanssteklar. Inga underarter finns listade i Catalogue of Life.